# It Must Have Been Love
Singles de Roxette
I Want You
(1987) I Call Your Name
(1988)
Singles de Roxette
Dangerous
(1989) Joyride
(1991)
It Must Have Been Love est une chanson du duo pop rock suédois Roxette écrite et composée par l'un de ses membres, Per Gessle. Roxette en a enregistré quatre versions en studio.
Sortie pour la première fois en single en Suède juste avant Noël en 1987 sous le titre It Must Have Been Love (Christmas for the Broken Hearted), elle se classe 4e dans les charts suédois.
En 1990, le duo, dont la notoriété est devenue mondiale, enregistre une nouvelle version, où les références à Noël disparaissent, pour la bande originale du film Pretty Woman. Sortie en single le 20 mai 1990, elle connaît un grand succès international, arrivant en tête des ventes dans plusieurs pays.
En 1992, alors que le groupe est en tournée, il enregistre une troisième version d'inspiration country dans un studio de Los Angeles. Elle apparaît sur l'album Tourism sorti en août 1992.
Enfin, en 1996, c'est une adaptation en espagnol sous le titre No sé si es amor, avec des paroles de Luis G. Escolar, qui figure sur l'album Baladas en español.

## Distinctions
La chanson est récompensée aux BMI Film and TV Awards en 1991 grâce à ses nombreuses diffusions dans les médias. En 2005, elle est distinguée aux BMI London Awards pour 4 000 000 de diffusions, puis en 2014, pour 5 000 000,.

## Classements hebdomadaires
| Classement (1987-1988)    | Meilleure position |
| ------------------------- | ------------------ |
| Suède (Sverigetopplistan) | 4                  |

| Classement (1990)                          | Meilleure position |
| ------------------------------------------ | ------------------ |
| Allemagne (GfK Entertainment)              | 4                  |
| Australie (ARIA)                           | 1                  |
| Autriche (Ö3 Austria Top 40)               | 3                  |
| Belgique (Flandre Ultratop 50 Singles)     | 3                  |
| Canada (RPM 100 Singles)                   | 1                  |
| Canada (RPM Adult Contemporary)            | 1                  |
| États-Unis (Billboard Hot 100)             | 1                  |
| États-Unis (Hot Adult Contemporary Tracks) | 2                  |
| Irlande (IRMA)                             | 5                  |
| Italie (FIMI)                              | 13                 |
| Norvège (VG-lista)                         | 1                  |
| Nouvelle-Zélande (RMNZ)                    | 2                  |
| Pays-Bas (Nederlandse Top 40)              | 3                  |
| Pays-Bas (Single Top 100)                  | 2                  |
| Royaume-Uni (UK Singles Chart)             | 3                  |
| Suède (Sverigetopplistan)                  | 6                  |
| Suisse (Schweizer Hitparade)               | 1                  |

| Classement (1993)              | Meilleure position |
| ------------------------------ | ------------------ |
| Irlande (IRMA)                 | 10                 |
| Royaume-Uni (UK Singles Chart) | 10                 |

## Certifications
| Pays                    | Certification | Unités certifiées |
| ----------------------- | ------------- | ----------------- |
| Allemagne (BVMI)        | Or            | 250 000           |
| Australie (ARIA)        | Platine       | 70 000            |
| Autriche (IFPI)         | Or            | 25 000            |
| Danemark (IFPI)         | Or            | 45 000            |
| États-Unis (RIAA)       | Or            | 500 000           |
| Nouvelle-Zélande (RMNZ) | Or            | 5 000             |
| Royaume-Uni (BPI)       | Platine       | 600 000           |
| Suède (GLF)             | Or            | 25 000            |

## Reprises
La chanson a été reprise par plusieurs artistes, comme Shirley Bassey sur son album Sings the Movies en 1995 et interprétée en suédois sous le titre När kärleken föds par Shirley Clamp en 2006, version qui s'est classée 6e dans les charts en Suède,.